# Ligne T17 du métro de Stockholm
La ligne T17 est une ligne du métro de Stockholm, en Suède.
Elle comporte 24 stations. Il s'agit de l'une des branches de la ligne verte, avec les lignes T18 et T19.

## Tracé et stations

### Liste des stations

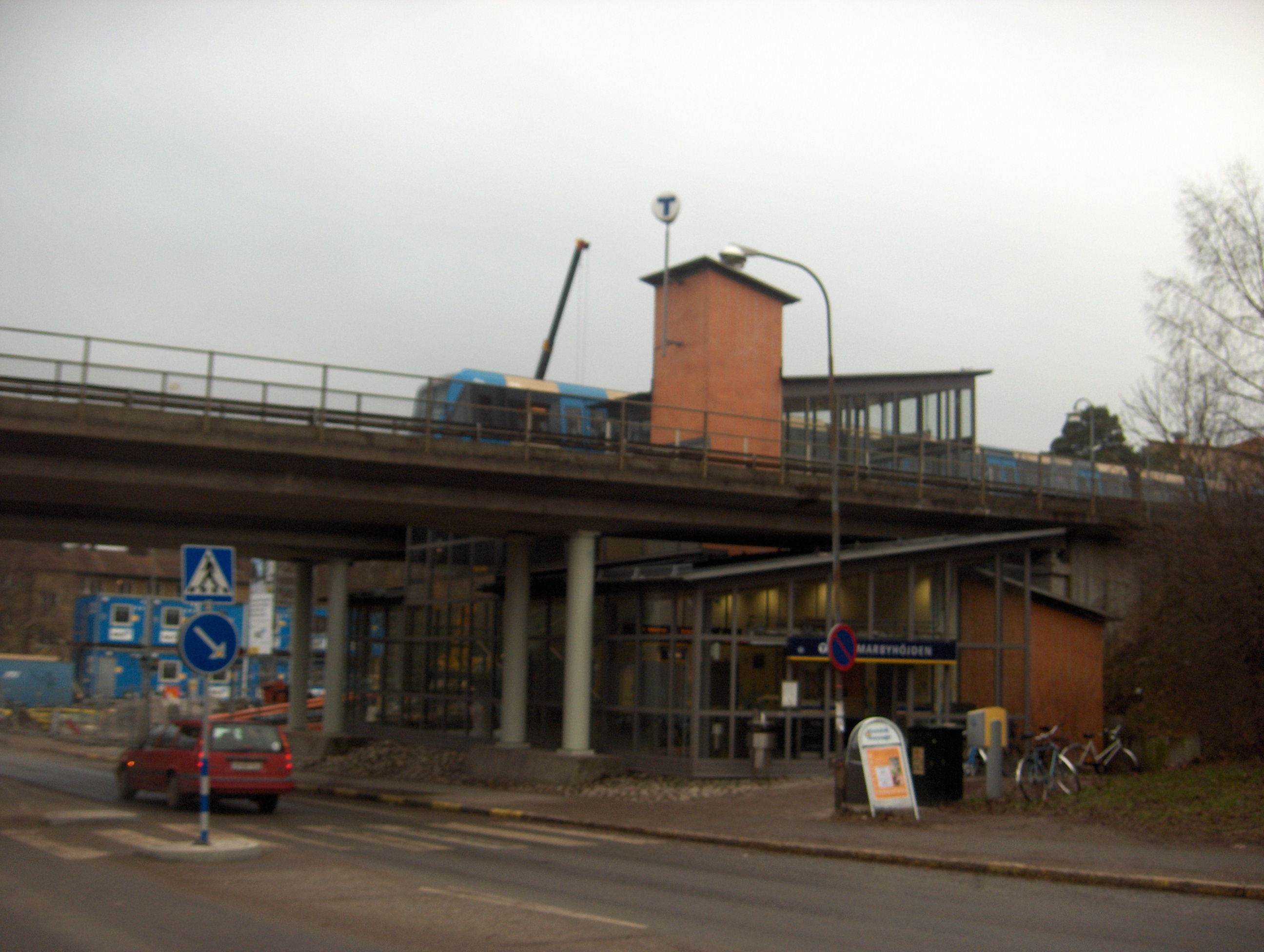
La station Hammarbyhöjden sur la ligne T-17.

| Station          | Correspondance               | Inauguration |
| ---------------- | ---------------------------- | ------------ |
| Åkeshov          | T19                          | 1952         |
| Brommaplan       | T19                          | 1952         |
| Abrahamsberg     | T19                          | 1952         |
| Stora Mossen     | T19                          | 1952         |
| Alvik            | T18                          | 1952         |
| Kristineberg     | T18, T19                     | 1952         |
| Thorildsplan     | T18, T19                     | 1952         |
| Fridhemsplan     | T10, T11, T18, T19           | 1952         |
| Sankt Eriksplan  | T18, T19                     | 1952         |
| Odenplan         | T18, T19                     | 1952         |
| Rådmansgatan     | T18, T19                     | 1952         |
| Hötorget         | T18, T19                     | 1952         |
| T-Centralen      | T10, T11, T13, T14, T18, T19 | 1957         |
| Gamla stan       | T13, T14, T18, T19           | 1957         |
| Slussen          | T13, T14, T18, T19           | 1950         |
| Medborgarplatsen | T18, T19                     | 1950         |
| Skanstull        | T18, T19                     | 1950         |
| Gullmarsplan     | T18, T19                     | 1950         |
| Skärmarbrink     | T18                          | 1950         |
| Hammarbyhöjden   |                              | 1958         |
| Björkhagen       |                              | 1958         |
| Kärrtorp         |                              | 1958         |
| Bagarmossen      |                              | 1994         |
| Skarpnäck        |                              | 1994         |

## Exploitation
La ligne est exploitée par Storstockholms Lokaltrafik, l'autorité organisatrice des transports publics de Stockholm.